# Società savonese di storia patria

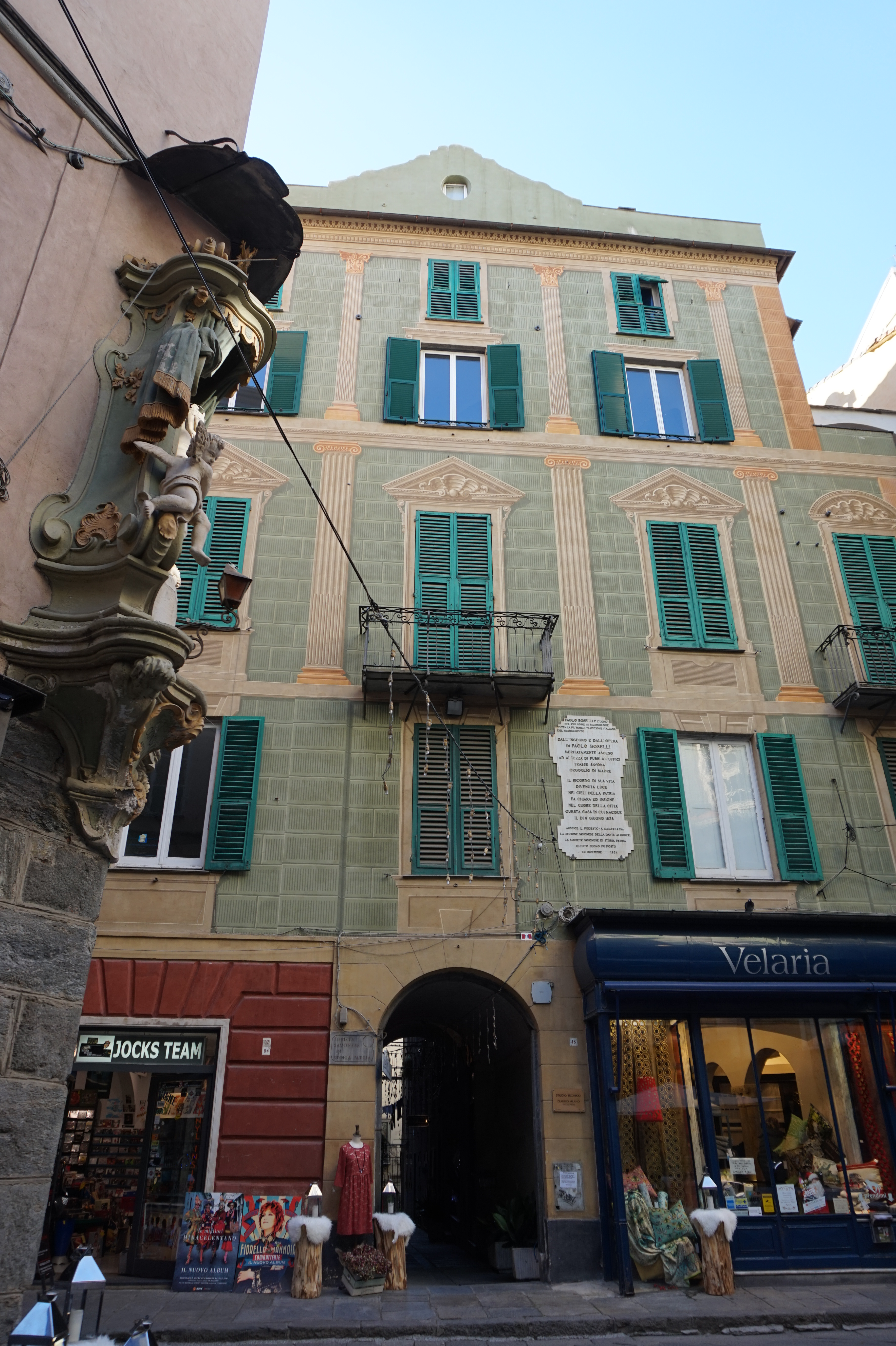
Savona, Casa Boselli in cui si trova la sede della società

La Società savonese di storia patria (SSSP) è una società storica fondata nel 1885. Dal punto di vista legale è una ODV, organizzazione di volontariato. La sua sede è a Savona e i suoi interessi statutari, indirizzati verso la Liguria storica, coprono un'area ben più ampia della regione italiana attuale che porta lo stesso nome. 

## Storia
La Società savonese di storia patria fu fondata il 27 dicembre 1885 con il nome di "Società storica savonese" da un gruppo di intellettuali su sollecitazione di Paolo Boselli, futuro presidente del consiglio dei ministri del Regno d'Italia. Nel 1916 assunse l'attuale denominazione. 

## Sede

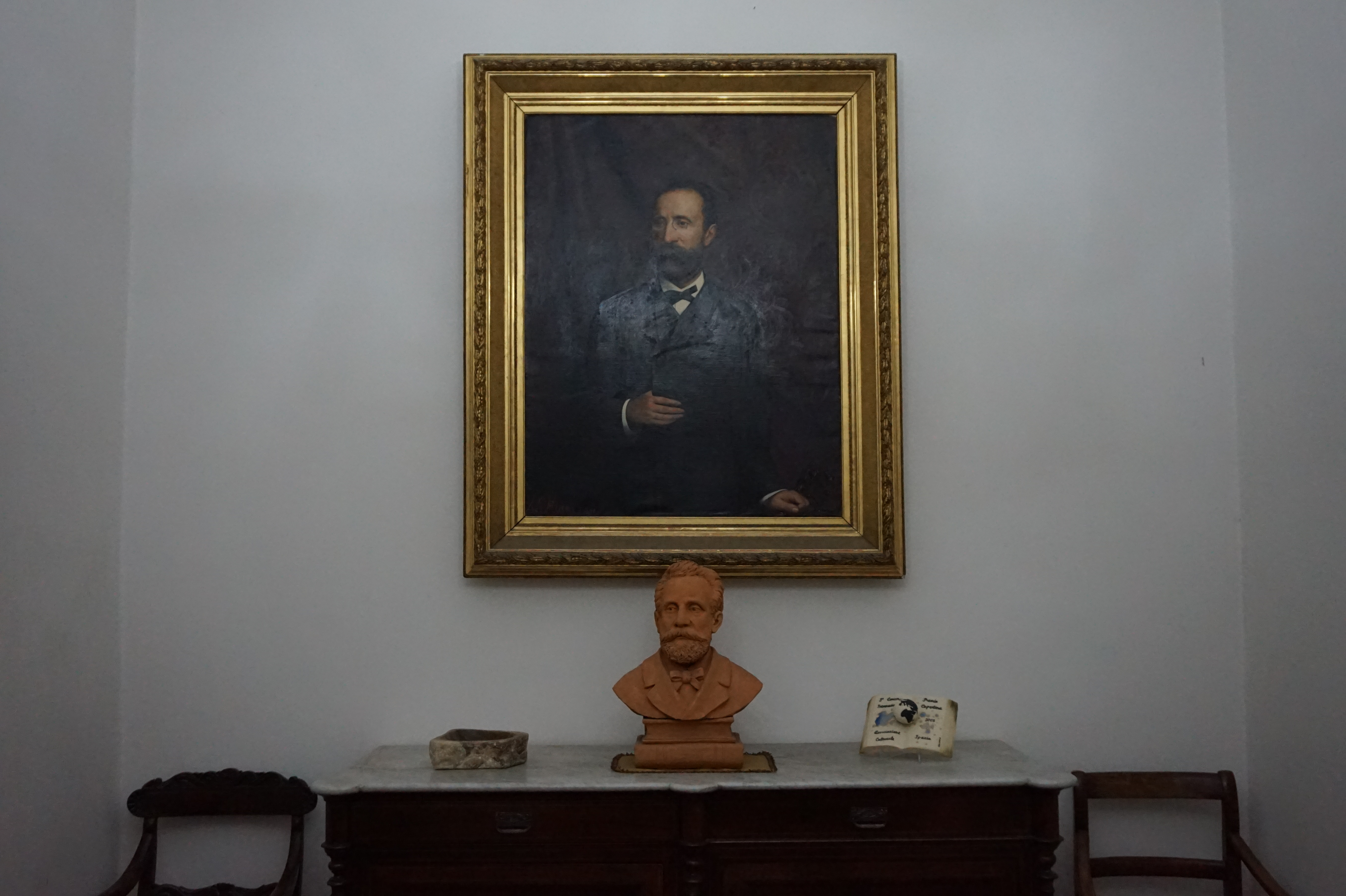
L'ingresso della sede con il ritratto e il busto di Paolo Boselli

Essa è ubicata nella casa savonese di Boselli che lui stesso destinò a sede della società, dimora storica posta in via Pia (piazza della Maddalena), punto nodale del centro storico medievale della città. Nella sede è situata la segreteria, la biblioteca con tre sale di studio ed un salone per le conferenze. 
L'edificio della sede, in origine chiesa di San Francesco eretta tra il 1652 ed il 1655, fu trasformato in abitazioni civili agli inizi del XIX secolo. Ancora oggi, all'interno della sede sono visibili resti degli archi della chiesa originaria.

## Attività

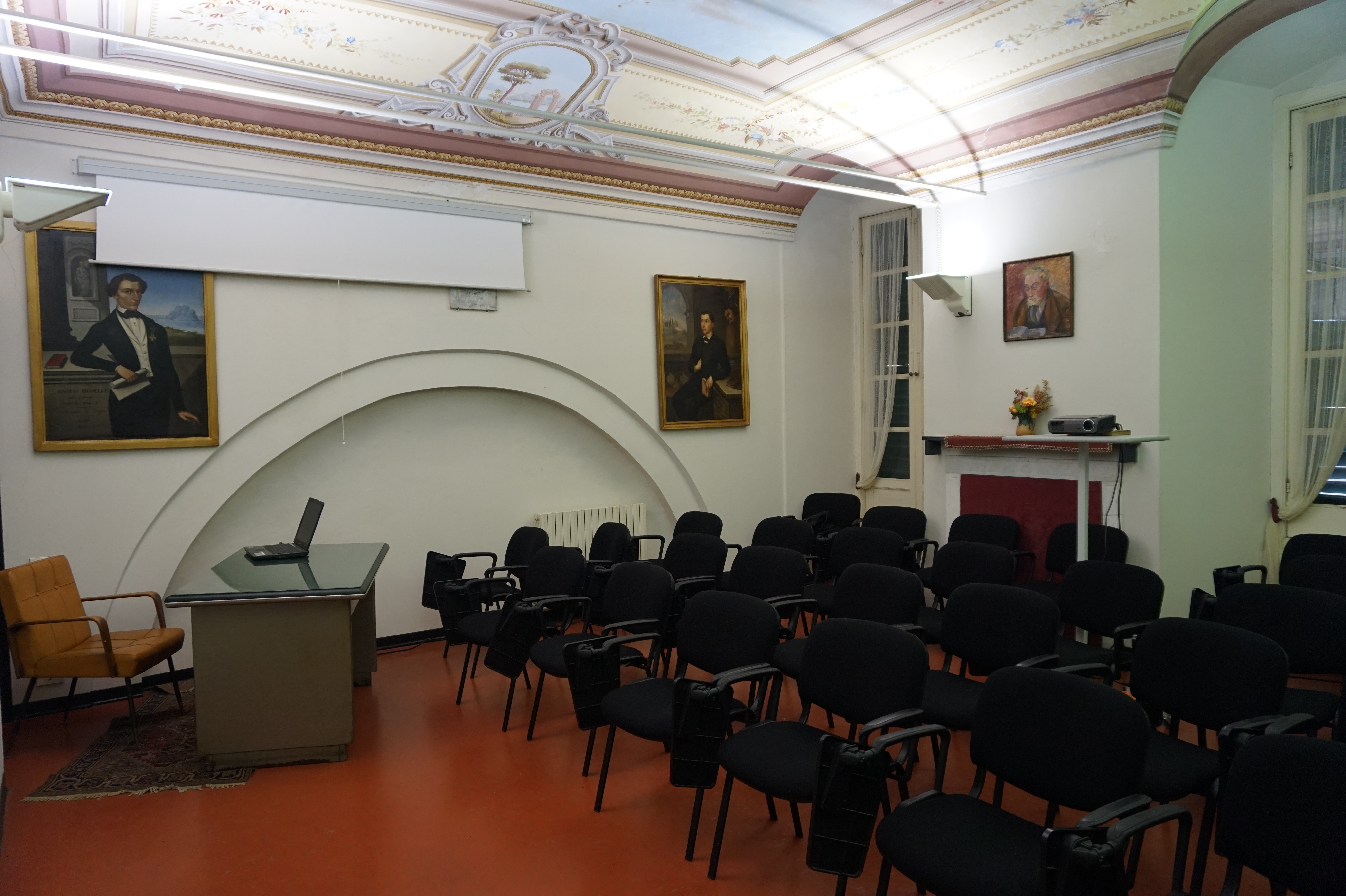
Il salone delle conferenze

L'attività sociale è coordinata da un consiglio direttivo, eletto dall'assemblea dei soci ed in carica per tre anni. Essa si esplica soprattutto nella pubblicazione di un volume annuale di Atti e memorie (dal 1888) e altre iniziative editoriali (rivista Sabazia, collane Zetesis e Novecento, volumi e convegni patrocinati). 
La società ha inoltre pubblicato il Vocabolario ligure storico bibliografico (secoli X-XX) di Sergio Aprosio, in quattro volumi. 
L'attività non editoriale comprende sia convegni storici, anche organizzati con altre istituzioni, sia conferenze ed interventi più strettamente legati alla vita culturale cittadina. Su richiesta della prefettura di Savona fornisce pareri storici per ogni nuova intitolazione toponomastica del territorio provinciale.

## Biblioteca
La società possiede e gestisce una biblioteca che comprende oltre cinquantamila titoli. Nel 2016 è stato ricevuto un consistente fondo bibliografico-archivistico antico, il fondo Francesco Loni, che parte dal XVI secolo e comprende alcune decine di migliaia di opere. 
Oltre a numerosi manoscritti, è presente l'archivio dell'impresa edile Sugliani Tissoni, in cui sono contenuti migliaia di disegni tecnici relativi alle realizzazioni compiute in Liguria e nel basso Piemonte nella prima metà del XX secolo (edifici civili, fabbriche, edifici militari, ecc.) 

## Progetto toponomastica storica
La principale ricerca in corso è rappresentata dal progetto toponomastica storica che consiste nella raccolta, inventariazione e studio dei nomi storici di luogo, iniziata nel 2011. Si sono finora pubblicate oltre 50.000 indicazioni anteriori al XIX secolo relative a territori comunali delle attuali Liguria occidentale e basso Piemonte. Fino ad oggi sono stati coinvolti trenta ricercatori principali che hanno raccolto notizie da oltre cinquecento informatori.

## Presidenti della società
- 1885-1932 Paolo Boselli
- 1932-1941 Filippo Noberasco
- 1948-1964 Italo Scovazzi
- 1964-2007 Carlo Russo (presidente onorario)
- 1964-1972 Lorenzo Vivaldo
- 1972-1978 Adele Restagno
- 1978-1984 Giulio Fiaschini
- 1984-1990 Carlo Varaldo
- 1990-2000 Almerino Lunardon
- 2000-2002 Furio Ciciliot
- 2002-2005 Marco Castiglia
- 2005-2011 Carmelo Prestipino
- 2011-2013 Francesco Murialdo
- 2013-2018 Carmelo Prestipino
- 2018-2023 Furio Ciciliot
- 2023-2024 Rinaldo Massucco